# Mobitex
Mobitex — открытый стандарт OSI, национальная беспроводная сеть передачи данных с коммутацией пакетов общего доступа. Mobitex делать большой акцент на безопасность и надежность при его использовании военными, полицией, пожарными и службами скорой помощи. Он был разработан в начале 1980-х годов шведским Радио Televerket. С 1988 года разработка велась в Eritel, совместном предприятии между Ericsson и Televerket, позже ставшем дочерней компанией Ericsson. Компания Mobitex начала свою деятельность в Швеции в 1986 году.
В середине 1990-х годов Mobitex завоевал популярность среди потребителей, предоставляя услуги двусторонней пейджинговой сети. Это была первая беспроводная сеть, предоставляющая всегда включенные беспроводные push-почтовые сервисы, такие как RadioMail и Inter@ctive Paging. Он также использовался в качестве первой модели в Research in Motion BlackBerry, а также КПК, такими как Palm VII. Во время трагедии 11 сентября 2001 года и сезона ураганов, спасательных и очистных работ 2005 года, Mobitex зарекомендовал себя как очень надежная и полезная система быстрого реагирования.
Mobitex — это узкополосная технология с коммутацией пакетов, предназначенная в основном для передачи коротких пакетов данных. Каналы Mobitex имеют ширину 12,5 кГц. В Северной Америке Mobitex работает на частоте 900 МГц, в то время как в Европе он использует 400—450 МГц. Используемая схема модуляции — это Гауссовская манипуляция с минимальным частотным сдвигом с протоколом Aloha со скоростью 8000 бит/с, хотя пропускная способность пользователя обычно составляет около половины от этого.
Эта сеть обеспечила первые услуги беспроводной передачи данных общего доступа в Северной Америке. Абонентские услуги включали в себя электронные сообщения с возможностью копий для нескольких получателей, в сочетании с возможностью входа в любой беспроводной или стационарный терминал и получения сохраненных сообщений почтового ящика.
Mobitex размещен более чем в 30 сетях на пяти континентах. В Канаде он был впервые представлен в 1990 году компанией Rogers Cantel, а в 1991 году компанией carrier RAM Mobile Data. Однако с 2018 года он в основном используется в Бельгии, Нидерландах и Китае. Европейские сети Mobitex почти полностью увяли в тени ошеломляющего успеха GSM в начале 1990-х годов.
Сети Mobitex в Северной Америке продавались под несколькими названиями, включая RAM Mobile Data, BellSouth Wireless Data, Cingular Interactive, Cingular Wireless и Velocita Wireless, а также Rogers Wireless в Канаде.
Mobitex в Великобритании была продана компанией RAM Mobile Data, британская часть которой стала частью Transcomm и затем была приобретена компанией BT (British Telecom) в 2004 году. Самое большое использование Mobitex в Соединенном Королевстве было в рамках бизнеса по восстановлению транспортных средств. Почти все поломки, передаваемые агентам аварийной службы Великобритании, были отправлены с помощью Turbo Dispatch, программного обеспечения шлюза на базе Mobitex, разработанного в начале девяностых годов Ианом Лейном и Энди Ламбертом.
Несмотря на конкурентный характер рынка восстановления транспортных средств в Великобритании, автомобильные организации были вынуждены сотрудничать и создать единый стандарт данного формата. Это привело к значительной экономии для восьмисот независимых гаражей, используемых автомобильными организациями. Группа стандартов Turbo Dispatch (официальные владельцы стандарта) подсчитала, что по меньшей мере двадцать миллионов поломок и восстановлений передавались с помощью Turbo Dispatch каждый год.
В Швеции сеть Mobitex была окончательно закрыта 31 декабря 2012 года после 25 лет работы.